# Zamek Lwa (hotel)
Hotel "Zamek Lwa" – trzygwiazdkowy hotel przy ulicy Glinki 7-9 (dawniej ulica Herburtów) we Lwowie. 
Hotel mieści się w dwóch zabytkowych budynkach, starszy (nr. 7) z nich został zaprojektowany w 1898 przez Artura Schleyena i oddany do użytku w 1903, młodszy (nr. 9) pochodzi z 1920. Dom numer 7 był przed 1939 willą Aleksandra Mazzucato - lwowskiego księgarza i wydawcy, a następnie do 1941 urzędował tu Nikita Chruszczow, który wtedy pełnił funkcję I sekretarza Komunistycznej Partii Zachodniej Ukrainy. W 1991 spółka ukraińsko-kanadyjska przebudowała budynki na potrzeby międzynarodowego business-center, początkowa nazwa "U-kan międzynarodowy serwis" została zmieniona na Zamek Lwa. Obecnie jest to niewielki, szesnastopokojowy hotel z kawiarnią, parkingiem i siecią wi-fi. 

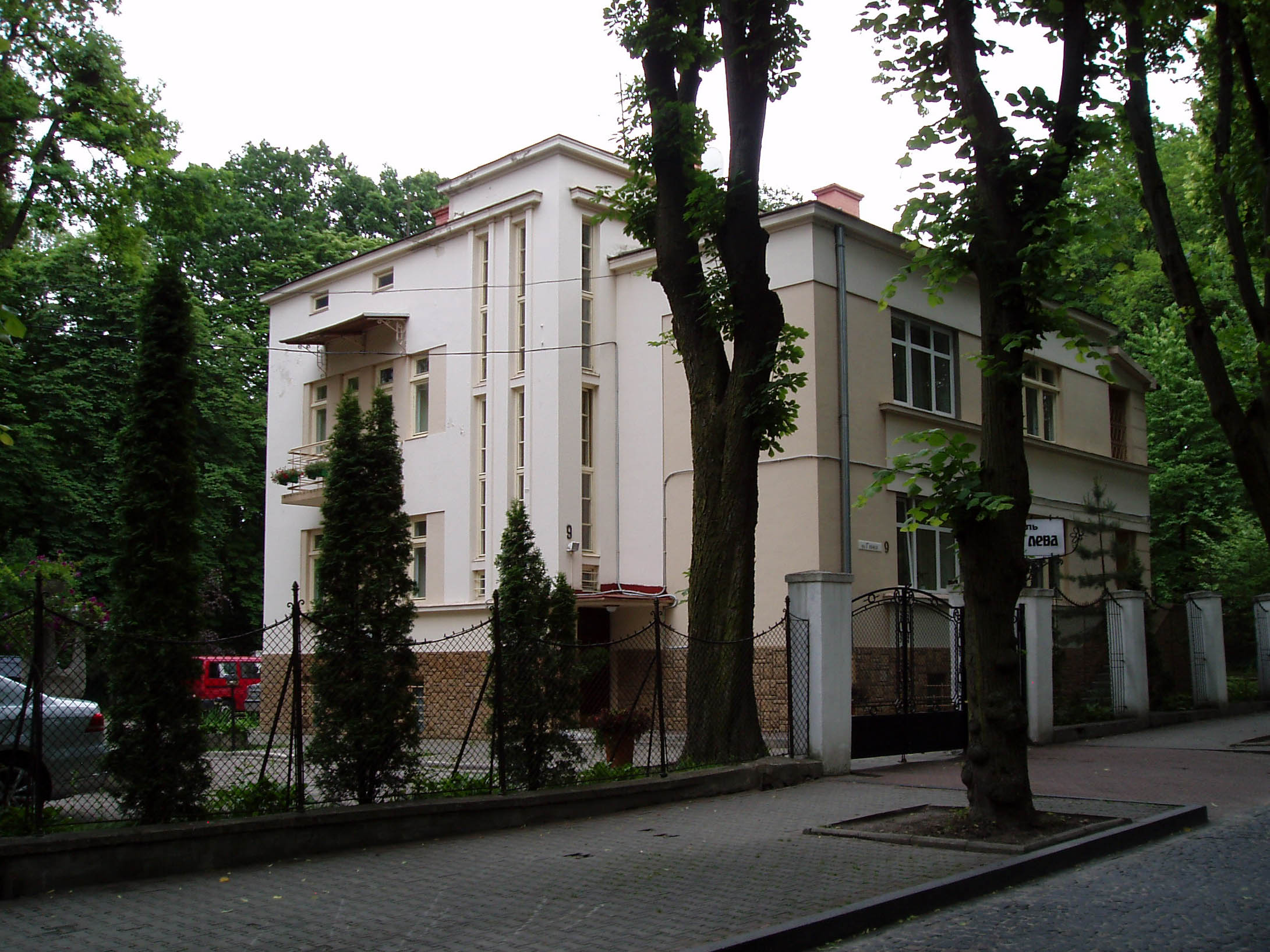
Willa przy ulicy Glinki 9, Lwów